# Arechauna (rejon połocki)
Arechauna (biał. Арэхаўна; ros. Ореховно, hist. Orzechowno) – wieś na Białorusi, w rejonie połockim obwodu witebskiego, nad jeziorem Arechauna, około 29 km na południowy zachód od Połocka.

## Historia
Majątek był dawnym dziedzictwem rodziny Korsaków. Jan (Iwan) Korsak, starosta połocki otrzymał je od Zygmunta Starego. W 1554 roku we wsi mieszkało 50 rodzin. W 1574 roku wieś przeszła na Ewę, córkę Barkała Korsaka (syna Jana), starosty dziśnieńskiego, która sprzedała majątek w 1591 roku Janowi Łośmińskiemu herbu Ramułt. W 1693 roku jego potomek Kasper Łośmiński sprzedał te dobra Krzysztofowi Niemirowiczowi Szczyttowi. Po nim wieś dziedziczył jego syn Józef Szczytt-Niemirowicz (zm. w 1745 roku), kasztelan mścisławski, a po nim – po spłaceniu wszystkich sióstr w 1781 roku – jego córka Zofia, która wniosła majątek do rodziny Zabiełłów, wyszedłszy za mąż za Antoniego Zabiełłę (zm. w 1776 roku), łowczego wielkiego litewskiego. I tak kolejnym dziedzicem Orzechowna był ich syn Szymon Zabiełło (1750–1824), kasztelan miński, następnym właścicielem majątku był jego najmłodszy syn Józef (1789–1855). Józef ufundował w 1834 roku we wsi cerkiew św. Praksedy. Józef miał czworo dzieci, Orzechowno i kilka innych majątków odziedziczył po nim Stanisław (ur. w 1834 roku). Ostatnim właścicielem Orzechowna był jeden z synów Stanisława, Władysław hr. Zabiełło (1870–1932).
Po II rozbiorze Polski w 1793 roku Orzechowno, wcześniej należące do województwa połockiego Rzeczypospolitej, znalazło się na terenie powiatu lepelskiego guberni witebskiej Imperium Rosyjskiego.
W XIX wieku Orzechowno miało status miasteczka. W 1838 roku w miasteczku mieszkało 256 osób, z tego 149 Żydów i 99 chłopów. Po społeczności żydowskiej w Orzechownie pozostały do dziś ruiny żydowskiego cmentarza (kilka rozrzuconych macew w lesie).
Według Powszechnego Spisu Ludności z 1921 roku zamieszkiwało tu 301 osób, 33 było wyznania rzymskokatolickiego, 167 prawosławnego a 101 mojżeszowego. Jednocześnie 100 mieszkańców zadeklarowało polską, 100 białoruską a 101 żydowską przynależność narodową. Było tu 55 budynków mieszkalnych.
Po ustabilizowaniu się granicy polsko-radzieckiej w 1921 roku Orzechowno znalazło się na terenie ZSRR i zostało zdegradowane do statusu wsi. Od 1991 roku – na terenie Republiki Białorusi. 
Cerkiew została zburzona po 1924 roku.

## Dawny dwór
Początkowo Orzechowno nie służyło jako rezydencja, ale jako warownia. Do początków XX wieku widoczne były częściowo zasypane fosy i wały, głębokie lochy i podziemne korytarze.
W II połowie XVIII wieku Antoni Zabiełło wybudował na miejscu starej fortecy okazały, drewniany, parterowy dwór. Był to budynek wzniesiony na planie prostokąta, z wysokim łamanym polskim dachem. Frontowa, wschodnia elewacja była ozdobiona dwoma portykami, nad każdym z nich był trójkątny szczyt wsparty na dwóch parach doryckich kolumn. Resztki dawnej fosy przebiegały tuż przed domem: na portyki wchodziło się po ośmiu szerokich schodach. Elewacja ogrodowa była zupełnie płaska, bez wyjścia na ogród. Jedynie przy północno-zachodnim narożniku zbudowano zewnętrzne schody prowadzące w górę do domowej kaplicy. Przy południowo-zachodnim narożniku kryte schody prowadziły w dół, do piwnic. W II połowie XIX wieku dwór rozbudowano.
Wnętrza zdobiły obrazy rodzinne z XVII i XVIII wieku oraz wiele pamiątek, m.in. z bitwy pod Wiedniem, w czasie której jeden z antenatów rodziny, Samuel Zabiełło zginął w czasie prowadzenia swojej choragwi pancernej na namioty Kara Mustafy. Ale wisiały też obrazy np.: Murilla (Madonna), Delacroix, Watteau (Główka), Jean-Honoré Fragonarda, Leona Wyczółkowskiego, Michała Stachowicza, Jacka Malczewskiego, kilka obrazów Juliusza Kossaka, Wojciecha Kossaka, Franciszka Żmurki i innych.
Biblioteka liczyła około 1200 woluminów. W archiwum znajdowały się cenne dokumenty. W czasie rewolucji październikowej zdeponowano je dla bezpieczeństwa w bankach Witebska i Petersburga, gdzie przepadły.
Przed dworem rozciągał się ogromny trawnik. Z lewej strony trawnika stała oficyna długości kilkudziesięciu metrów, były tu kuchnie, piekarnie, pralnie, oraz mieszkania służby. Dalej znajdowały się zabudowania głównego leśniczego i administratora majątku, jeszcze dalej: tartaki, stajnie, odryny, cegielnia, kaflarnia i czworaki. Po prawej stronie trawnika znajdowały się sady owocowe. Od strony ogrodu blisko dworu stał sześciokątny lamus. Niedaleko – znacznie nowsza kaplica grobowa hetmana Józefa Zabiełły wybudowana w 1875 roku przez wileńskiego architekta Witkowskiego. 
Park miał około 20 ha, autorem jego uporządkowania był Władysław Marconi. Park miał charakter krajobrazowo-widokowy i dochodził do jeziora z przystanią. W parku stało kilka figur z białego marmuru, przedstawiających boginie i bogów greckich. 
W 1918 roku dwór został ograbiony ze wszystkich znajdujących się tam przedmiotów. Pozostały ruiny.
Majątek w Orzechownie jest opisany w 1. tomie Dziejów rezydencji na dawnych kresach Rzeczypospolitej Romana Aftanazego.